# Peymeinade
Peymeinade – miejscowość i gmina we Francji, w regionie Prowansja-Alpy-Lazurowe Wybrzeże, w departamencie Alpy Nadmorskie.
Według danych na rok 1990 gminę zamieszkiwały 6293 osoby, a gęstość zaludnienia wynosiła 645 osób/km² (wśród 963 gmin regionu Prowansja-Alpy-W. Lazurowe Peymeinade plasuje się na 109. miejscu pod względem liczby ludności, natomiast pod względem powierzchni na miejscu 703.).